# Герцензон, Борис Миронович
Бори́с Миро́нович Герцензо́н (28 декабря 1920, Одесса — 11 мая 2012, Санкт-Петербург) — советский и российский шашечный деятель, спортсмен, тренер, журналист и писатель.
Участник Великой Отечественной войны. Добровольно призвался в армию в 1943 году. Участник операции по прорыву ленинградской блокады, воевал под Шлиссельбургом (1943) и на Пулковских высотах (1944), дорогами войны прошёл Прибалтику, Румынию, Венгрию и Австрию. фото
Заслуженный тренер России. Воспитал трёх чемпионов мира, 6 чемпионов страны и 62 мастера спорта. Мастер спорта СССР (1956). Почётный мастер спорта СССР. Автор 19 книг по шашечной игре. Обладатель Диплома ФМЖД за активную пропаганду шашек в мире. Академик Санкт-Петербургской Академии шахматно-шашечного искусства.
Похоронен на Красненьком кладбище Санкт-Петербурга.

## Спортивные достижения
Участник шести финалов чемпионатов СССР.
Девятикратный чемпион Ленинграда по молниеносной игре. В возрасте 82 лет завоевал бронзовую медаль в первенстве Санкт-Петербурга 2002 года по молниеносной игре, при этом выиграл у компьютерной программы «Магистр».

## Сеансы одновременной игры
Борис Герцензон прославился организацией рекордных сеансов одновременной игры. В 1959 году в Волхове установил рекорд, сыграв со 103 соперниками одновременно. Матч длился 2 часа 14 минут, результат +97 =6 —0.
Сеансы одновременной игры Борис Герцензон давал ещё в 1941 году в госпиталях.
В 1946 году 319-й гвардейский миномётный полк, где служил Борис Герцензон, расквартировался в районе Мархегнт, неподалёку от Вены. Организовав сеанс одновременной игры, Борис Герцензон неожиданно «вышел» на международный матч с чемпионом Германии Рудольфом Бернсом. Игра проходила по правилам немецких шашек, ленинградец уверенно победил соперника со счетом 9:3, не потерпев ни одного поражения.